# Ковалевский, Сергей Александрович
Сергей Александрович Ковалевский (25 января [6 февраля] 1889 — май 1975) — русский и советский геолог, палеогеограф, доктор геолого-минералогических наук, профессор.

## Биография
Родился 25 января 1889 года.
В 1915 году окончил Петроградский горный институт по специальности «горный инженер-геолог» и поступил на работу в бакинскую фирму Зубалова, работал на месторождении Биби-Эйбат, со временем стал помощником управляющего промыслом. С июля 1916 года работал заведующим Северо-Уральского разведочного района на территории современного Казахстана, Темирский район Южно-Эмбинская нефтегазоносная область.
В 1918−1919 годах работал на промысле «Санто» Товарищества братьев Нобель в Ферганской долине. С 1919 года — снова на Биби-Эйбате в Баку. После национализации и создания Азнефтекома (с 1923 года — трест «Азнефть») в 1920 году — районный геолог Биби-Эйбатского (Сталинского) нефтепромыслового района. В этот период стал известен своими работами по проблемам «грязевого вулканизма»; рассматривался в качестве кандидата на должность начальника геолого-разведочного управления «Грознефти».
В 1922 года участвовал в экспедиции, исследовавшей нефтеносные площади Восточной Анатолии в Турции. В 1923 году был командирован в Грозный, откуда рекомендовал применить в Баку канатное бурение, ранее в Баку не применявшегося. В 1924 году одним из первых советских геологов-нефтяников посетил США. В 1925 году был откомандирован в Закаспийскую область, современный Туркменистан, для обследования нефтяного месторождения Нефтедаг. В 1932 и 1934 годах, после получения мощных фонтанов на Нефтедаге, участвовал в специальной комиссии академика И. М. Губкина, обследовавшей этот район.
С 1920 года по совместительству работал в Бакинском политехническом институте.
С 1929 года — старший геолог геолого-разведочного бюро «Азнефти».
C 1931 года — профессор Азербайджанского нефтяного (индустриального) института.
С 1931 года — руководитель газового сектора геолого-разведочного управления «Азнефти».
С 15.08.1945 по 24.08.1952 заведовал кафедрой общей геологии геологического факультета в Черновицком государственном университете.
В 1950—1952 годах работал в Молдавской нефтеразведочной экспедиции (по совместительству). 
В 1952—1953 годах работал в Молдавском филиале АН СССР.
В 1954—1975 годах — сотрудник Крымского филиала АН СССР, исследовал карст Крыма.
Погиб в автокатастрофе в мае 1975 года.

## Награды и звания
Заслуженный деятель науки и техники Азербайджанской ССР.

## Память
Береговой линеамент Ковалевского расположен вдоль линии Южного берега Крыма на стыке с Чёрным морем от Алушты до Морского. Эта линейная вдольбереговая тектонико-геоморфологическая структура протяженностью около 30 км, образована в толще аргиллитов и алевролитов таврической серии (верхний триас-нижняя юра). Линеамент выявлен, описан и получил в 1969 году название по имени его открывателя профессора Сергея Александровича Ковалевского, геолога-палеогеографа, исследователя природы Крыма, в связи с 80-летием ученого.
Восточнее, по 38 меридиану, в Чёрном море, одна из подводных грязевых сопок также носит имя С. А. Ковалевского.